# انجمن سلطنتی هوایی
انجمن سلطنتی هوایی (به انگلیسی: Royal Aeronautical Society) یک بنیاد حرفه‌ای چندرشته‌ای بریتانیایی است که در خدمت جامعهٔ جهانی هوافضا قرار دارد.

## کارکرد
هدف انجمن هوایی سلطنتی بریتانیا پشتیبانی و حفظ استانداردهای بالای حرفه‌ای در رشته‌های هوافضا برای فراهم کردن منابع بی همتایی از اطلاعات متخصصین و انجمن‌های محلی برای تبادل نظر و اعمال نفوذ در زمینه‌های هوافضای عمومی و زمینه‌های صنعتی است.
انجمن هوایی سلطنتی بریتانیا یک انجمن جهانی با یک شبکهٔ بین‌المللی ۶۷ شعبه‌ای است. ستاد مرکزی انجمن در لندن میدان همیلتن واقع است.

### نشریه‌ها
- ژورنال انجمن مکانیک پرواز بریتانیا: شاپا ۳۹۳۱-۰۳۶۸ (۱۹۶۷-۱۹۲۳)
- فصل نامهٔ ایروناتیکال (۱۹۸۳-۱۹۴۹)
- ایروسپیس (۱۹۹۷-۱۹۶۹)
- ایروسپیس اینترنشنال: شاپا ۵۰۷۲-۱۴۶۷ (۲۰۱۳-۱۹۹۷)
- ایروسپیس پروفشنال: (۲۰۱۳-۱۹۹۸)
- ایروناتیکال ژورنال: شاپا ۹۲۴۰-۰۰۰۰۱ (تا به امروز-۱۸۹۷)
- ژورنال تاریخ مکانیک پرواز: (تا به امروز-۲۰۱۱)
- ایروسپیس: ۴۵۲-۲۰۵۷(تا به امروز-۲۰۱۳)